# Kel Gres
La Kel Gress è una confederazione Tuareg che abita prevalentemente nel sud del Niger, dopo lunghe migrazioni stagionali e guerre di conquista con le altre tribù. I membri di questa confederazione si trovano generalmente nelle regioni di Tahoua, Maradi e Zinder.